# Marijona Kušleikaitė
Marijona Kušleikaitė (* 21. April 1938 in Tverjoniškės bei Šiluva, Rajon Raseiniai) ist eine litauische Kardiologin.

## Leben
1962 absolvierte sie das Studium an der Universität Šiauliai und 1969 promovierte und 1990 habilitierte in Biologie.
Von 1962 bis 1964 arbeitete sie in der Mittelschule Nedzingė, ab 1964 an der Medizinakademie der Litauischen Universität für Gesundheitswissenschaften, von 1993 bis 1996 Leiterin der Gruppe am Kardiologieinstitut. Von 1969 bis 2001 lehrte sie am KMI, von 1996 bis 1997 an der Litauischen Sportuniversität, von 1997 bis 1999 an der Bildungsakademie der Vytautas-Magnus-Universität, ab 2007 Professorin an der Universität Klaipėda.